# Johann III. Sobieski

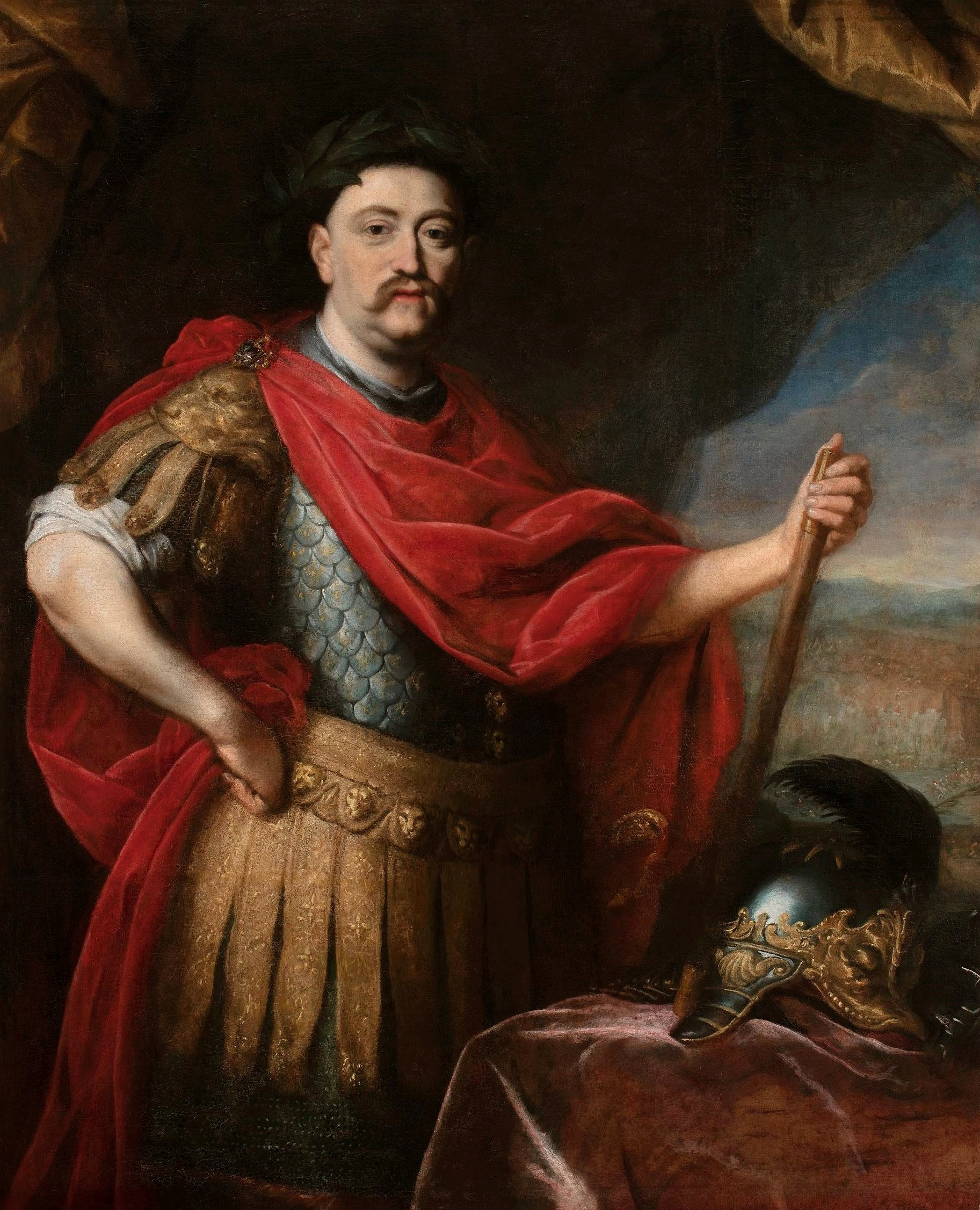
Johann III. Sobieski, Porträt von Daniel Schultz, um 1680

Johann III. Sobieski (polnisch Jan III Sobieski, litauisch Jonas Sobieskis; * 17. August 1629 in Olesko, heute Oblast Lwiw, Ukraine; † 17. Juni 1696 in Wilanów) war ein polnischer Aristokrat, Staatsmann, Großhetman und ab 1674 als König von Polen und Großfürst von Litauen der gewählte Herrscher des Staates Polen-Litauen aus dem Adelsgeschlecht der Sobieskis. Er gilt als der Retter Wiens während der Zweiten Wiener Türkenbelagerung, da er bei der Schlacht am Kahlenberg am 12. September 1683 mit seiner Hussaria als Oberbefehlshaber der katholischen Truppen den entscheidenden Angriff gegen die Türken führte. 

## Herkunft und Jugend

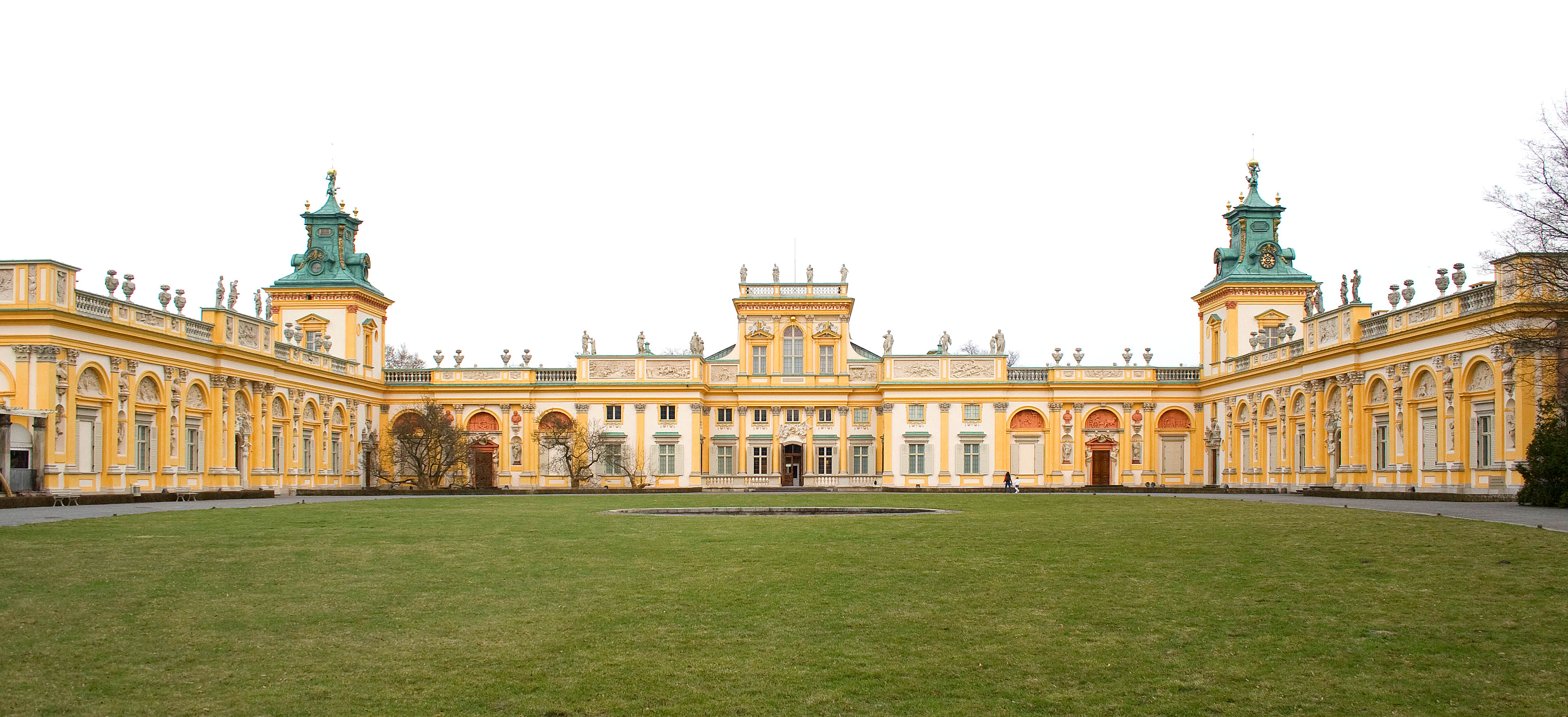
Palais Wilanów bei Warschau, erbaut im Auftrag von König Sobieski

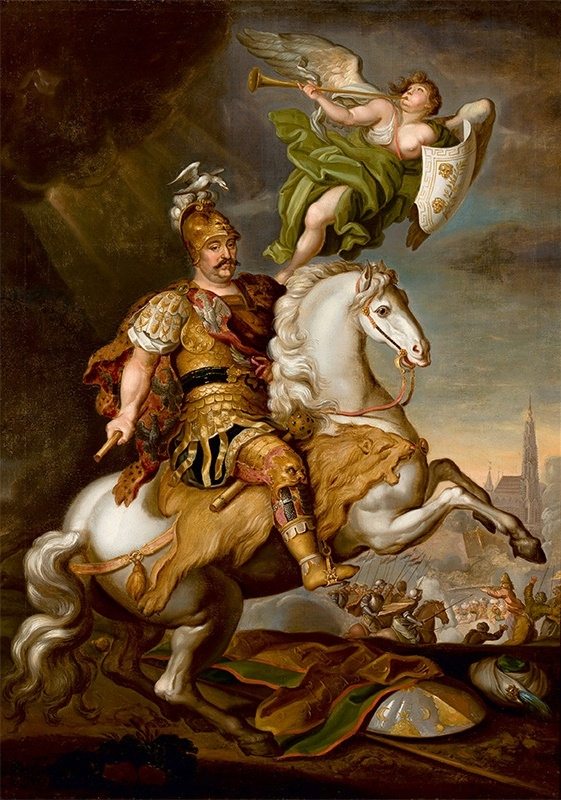
König Jan III. Sobieski bei Wien 1683 während der zweiten Belagerung Wiens durch die Türken, Gemälde von Jerzy Siemiginowski-Eleuter (1686).

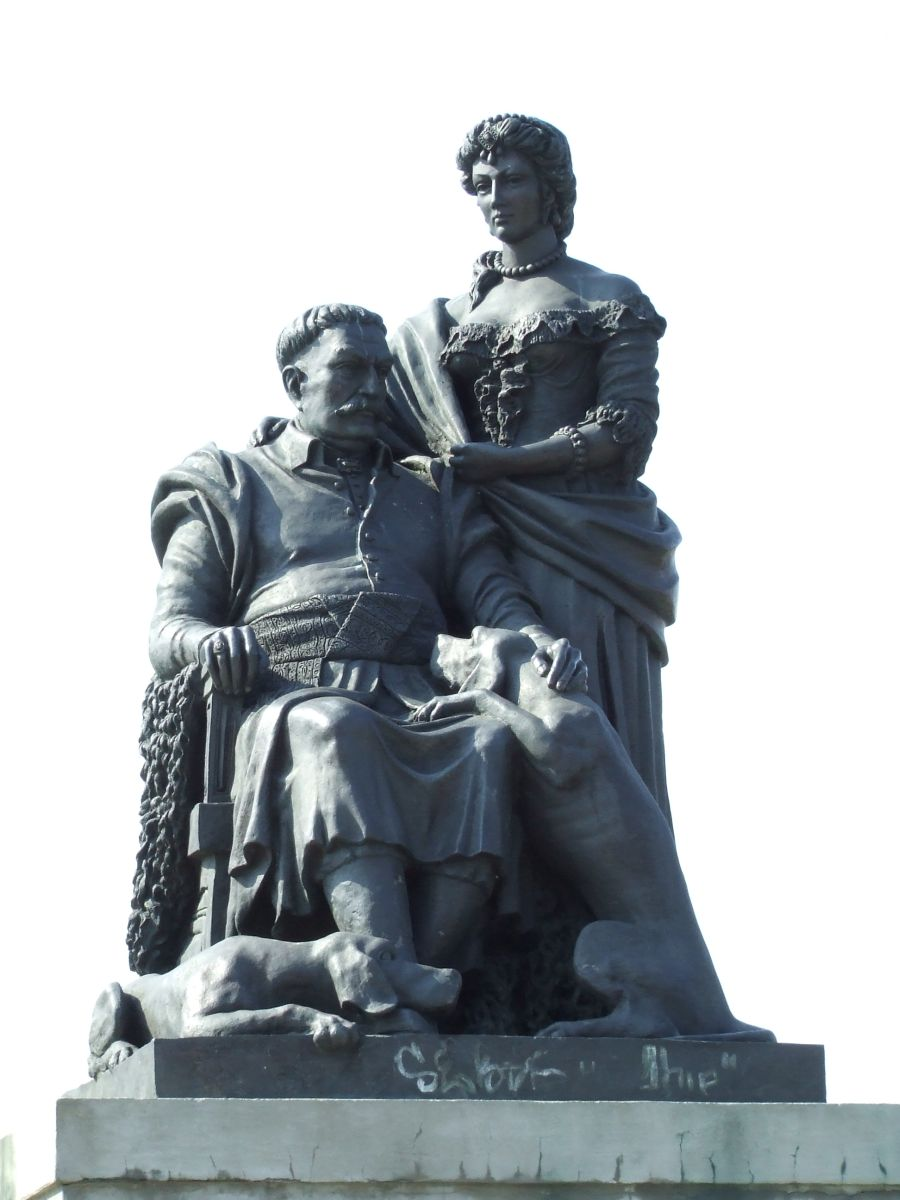
König Sobieski mit seiner Ehefrau Maria Kazimiera d’Arquien auf dem Denkmal in Wilanów

Johann (Jan) entstammte dem polnischen Adelsgeschlecht der Sobieskis, das der Wappengemeinschaft Janina angehörte. Er war Sohn des Kastellans von Krakau Jakub Sobieski und der Sofia-Teofila aus dem Haus Daniłowicz, und durch sie war er ein Urenkel des Stanisław Żółkiewski.
In seiner Kindheit erfuhr er eine sorgfältige Schulbildung an Polens ältester Schule, dem Nowodworski Collegium in Krakau. Von 1640 bis 1647 absolvierte er an der Jagiellonen-Universität ein Studium generale.

## Reisen und erste Kriegseinsätze
Von 1646 und 1648 unternahm er mit seinem Bruder Marek eine Grand Tour durch mehrere europäische Länder. Bleibende Eindrücke hinterließ bei Jan vor allem der Aufenthalt in Frankreich. Zwischen 1648 und 1653 kämpfte er während des Chmelnyzkyj-Aufstands gegen die Saporoger Kosaken des Bohdan Chmelnyzkyj und gegen tatarische Truppen des Krimkhanats. Auch kämpfte er in der Schlacht bei Berestetschko, bevor ihn 1654 König Johann II. Kasimir als Botschafter in das Osmanische Reich sandte. Dort lernte er die türkische Sprache und türkische Kultur kennen. Schon früh ließ sich auch sein strategisches Talent erkennen.
Im Zweiten Nordischen Krieg 1655–1660 schloss er sich zuerst der Fraktion von Krzysztof Opaliński an, trat in Opposition zum König Johann II. Kasimir und unterwarf sich dem schwedischen König Karl X. Gustav. Als jedoch die schwedische Kriegsführung zunehmend die Form eines brutalen Raubzugs annahm, wechselte er wieder ins königliche Lager und kämpfte 1656 in der verlorenen Schlacht bei Warschau für Johann II. Kasimir, in der er sich auszeichnete und zum königlichen Standartenträger befördert wurde.

## Aufstieg zum Großhetman
1655 lernte er seine spätere Frau (⚭ 1665) Marie Casimire Louise de la Grange d’Arquien („Marysieńka“) kennen, eine Hofdame der französischstämmigen polnischen Königin Ludwika Maria. Für Marie, die aus einer alten, aber verarmten Familie stammte, bedeutete die Ehe mit dem Sohn einer der reichsten und mächtigsten Familien Polens einen enormen Aufstieg. Für Sobieski brachte die Ehe eine Intensivierung der Beziehungen zum französischen Hochadel.
Während des Russisch-Polnischen Krieges (1654–1667) unterstützte er den König im Kampf gegen die Lubomirski-Rebellion (1665–1666). Nach dem Tod von Stefan Czarniecki wurde er Feldhetman der polnischen Krone. In der Schlacht bei Podhajce während des Tatarisch-Kosakisch-Polnischen Kriegs 1666–1671 schlug er als polnischer Befehlshaber 1667 ein vereinigtes krimtatarisch-kosakisches Heer unter Hetman Petro Doroschenko. 1668 wurde er Großhetman der polnischen Krone und damit zum direkt dem König unterstehenden Gesamtbefehlshaber des polnisch-königlichen Heeres.

## Krieg gegen das Osmanische Reich und Wahl zum König
Im Osmanisch-Polnischen Krieg 1672–1676 eroberte das Osmanische Reich das polnische Podolien mit der Hauptfeste Kamieniec Podolski. Diese Eroberung wurde durch König Michaels I. Emissäre im Vorfrieden von Butschatsch 1672 anerkannt. Da der polnische Reichstag den Vertrag nicht ratifizierte, setzte sich der Krieg im nächsten Jahr mit unverminderter Härte fort. Sobieski stellte das türkische Heer des Großwesirs Köprülü Fazıl Ahmed bei der Festung Chotyn und schlug es durch einen Überraschungsangriff der Hussaria am 11. November 1673 vernichtend in die Flucht. Die Ukraine wurde weitgehend zurückgewonnen.
Nach dem Tode des Königs Michael I. wurde er am 21. Mai 1674 auf den polnischen Thron gewählt. Zur Königskrone verhalfen ihm auch seine profranzösische Haltung und die Verbindungen, die seine Ehegattin mit dem französischen Königshof innehatte. Sein Gegenspieler war Karl von Lothringen.
Nach wechselvollen Kämpfen gegen das Osmanische Reich schloss er 1676 den günstigen Vertrag von Żurawno ab.

## Antibrandenburgische Politik
In seinen ersten Regierungsjahren versuchte Jan Sobieski, wichtige Reformen zur Festigung der Königsmacht gegenüber dem Adel durchzusetzen. Er strebte auch eine Allianz mit Frankreich gegen Brandenburg-Preußen an. Das Herzogtum Preußen, das bis zum Vertrag von Oliva (1660) ein polnisches Lehen war, versuchte er zurückzugewinnen und die Macht Polen-Litauens im Baltikum zu festigen. Aufgrund der ablehnenden Haltung Frankreichs nach dem Nordischen Krieg zwischen Schweden und dem Kurfürsten Friedrich Wilhelm war er gezwungen, seine Politik zu ändern und sich dem Kaiser anzunähern, zumal Ludwig XIV. 1679 ein Bündnis mit den Türken einging.

## Allianz mit Österreich

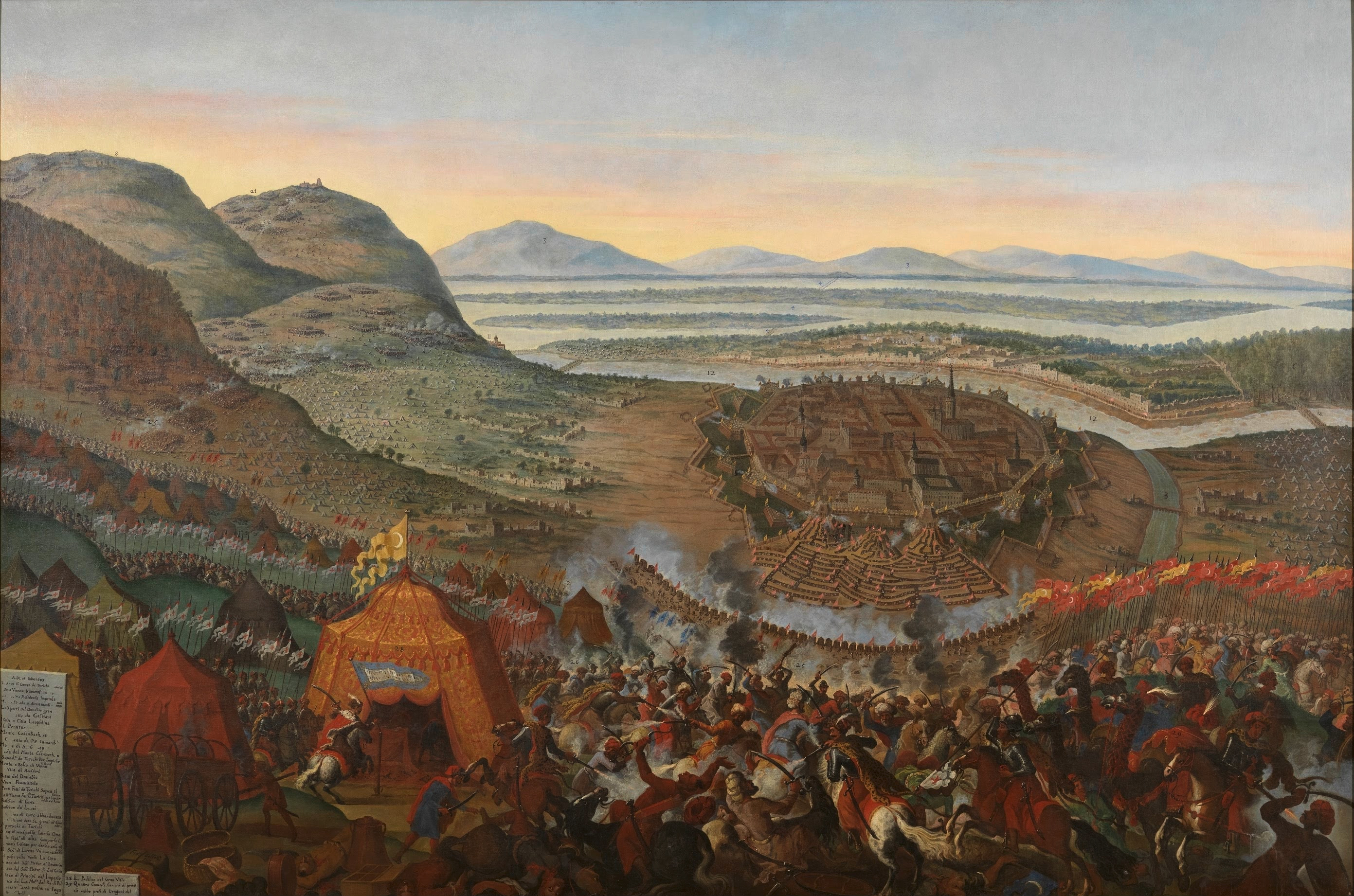
Die Schlacht am Kahlenberg 1683 bei der zweiten Belagerung Wiens durch die Osmanen, Sobieskis größter Militärsieg.

Als Reaktion auf die osmanischen Kriegsvorbereitungen und auf Drängen des Papstes Innozenz XI. ging Johann III. am 1. April 1683 ein Defensivbündnis mit Kaiser Leopold I. ein. Sobald ihn die Nachricht von dem türkischen Feldzug Richtung Wien erreicht hatte, erließ der König das allgemeine Adelsaufgebot und machte sich auf den Weg, um die bedrohte Reichshauptstadt zu befreien.

## Entsatz des belagerten Wien
Am 4. September 1683 hielt er gemeinsam mit Karl V., Herzog von Lothringen Kriegsrat im Hardeggschen Schloss Juliusburg in Stetteldorf am Wagram. Am 7. September 1683 wurde das Heer des Heiligen Römischen Reiches unter Karl von Lothringen mit den polnischen Truppen in Tulln (ca. 30 Kilometer vor Wien) vereinigt und die Truppen marschierten gemeinsam auf das seit dem 15. Juli von den Osmanen belagerte Wien zu. In der Schlacht am Kahlenberg schlug Jan Sobieski als Befehlshaber von etwa 27.000 königlich-polnischen, 19.000 kaiserlichen, 10.500 bayrischen, 9.000 sächsischen und 9500 südwestdeutschen Soldaten am 12. September 1683 die Osmanische Armee unter Großwesir Kara Mustafa vernichtend. Damit endete das türkische Vordringen nach Mitteleuropa. Sobieski als offizieller Hauptbefehlshaber des vereinigten Entsatzheeres zog unter dem Jubel der Bevölkerung als Türkenbefreier in Wien ein.
In der Schlacht bei Párkány siegte er gemeinsam mit Karl von Lothringen erneut gegen die Türken. Im folgenden Großen Türkenkrieg konnte das Haus Habsburg den Osmanen Türkisch Ungarn mit dem Fürstentum Siebenbürgen entreißen.
Allerdings gelang keine Heirat des Sohnes Jakub Ludwik mit einer Habsburgerin. Er heiratete „nur“ Hedwig, die Tochter des Herzogs Karl Philipp von Pfalz-Neuburg, sodass keine königliche dynastische Ebene erreicht wurde, die eine Thronfolge gesichert hätte.

## Erbe und Tod

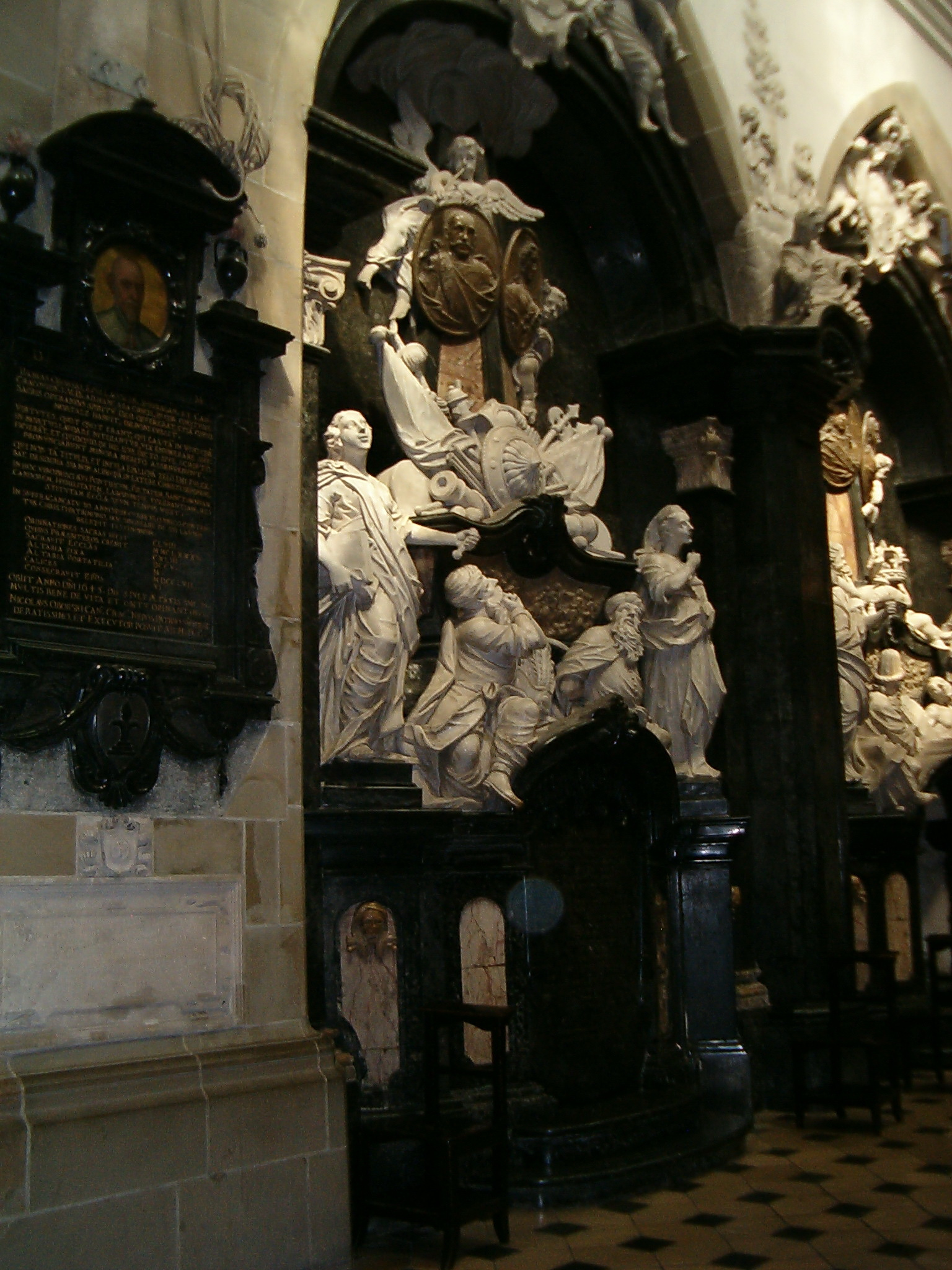
Grabmal

König Jan III. Sobieski war literarisch und sprachlich begabt und als Kunstsammler und Mäzen tätig. Sein Königspalast in Wilanów bei Warschau gilt als ein herausragendes Beispiel für den polnischen Barock. Eine weitere Residenz besaß die Familie im Schloss von Schowkwa. In die polnische Literaturgeschichte gingen seine „Briefe an die Königin“ ein, die er beinahe täglich von seinen zahlreichen Feldzügen an seine Gattin schrieb. Dort zeigt sich Sobieski als ein warmherziger und literarisch begabter Privatmann.
Er starb 1696 in der königlichen Residenz in Wilanów und wurde im Wawelschloss in Krakau begraben. Es wurde dann aber nicht sein Sohn Jakob Louis Sobieski zum Thronfolger gewählt, sondern der Kurfürst von Sachsen August der Starke. Seine Tochter Therese Kunigunde Sobieska war mit dem Kurfürsten Maximilian II. Emanuel von Bayern verheiratet. Eine Tochter seines Sohnes Jakob, Maria Clementina Sobieska war Gattin von James Francis Edward Stuart, dem Titularkönig von Schottland, England, Irland und Frankreich.

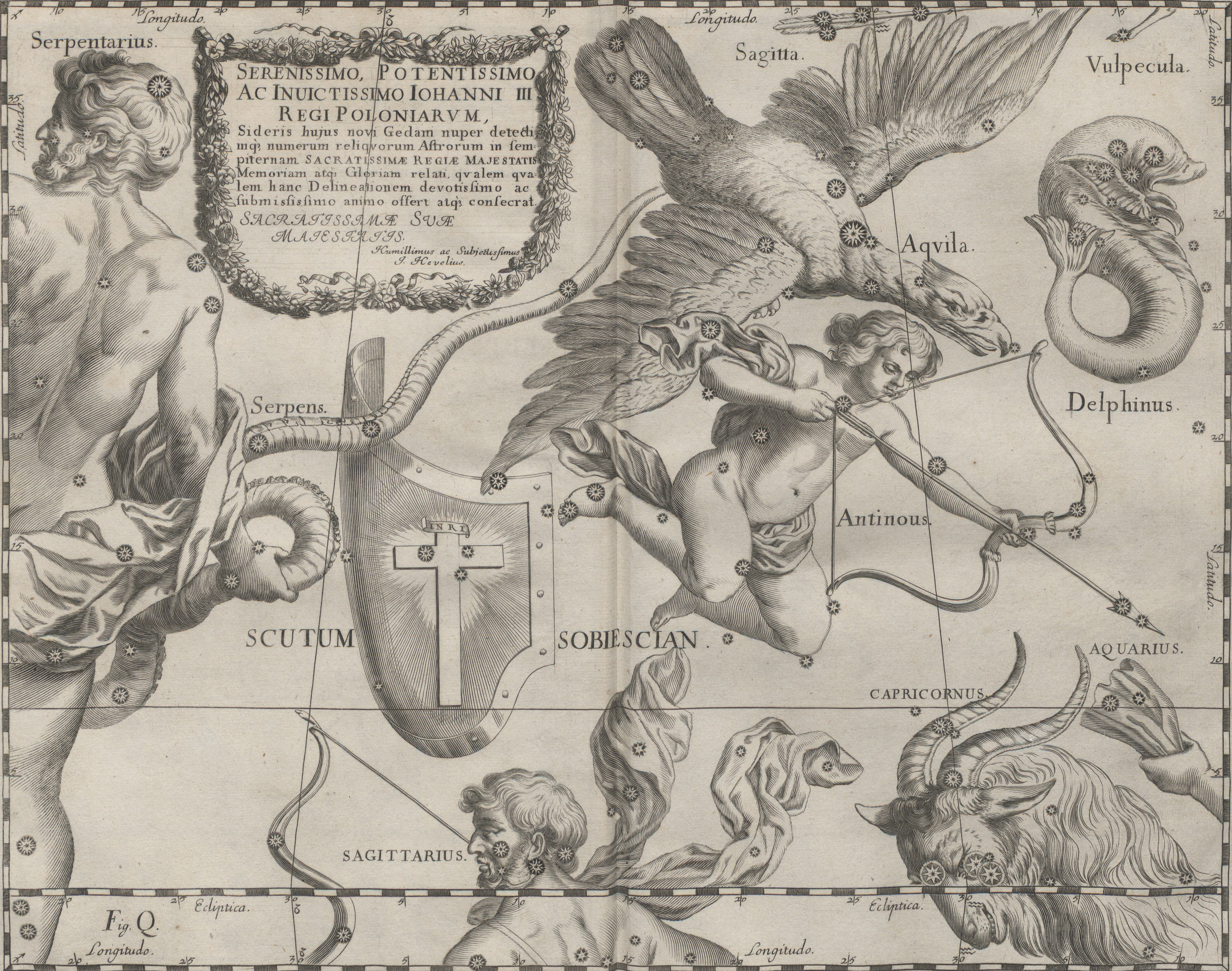
Scutum Sobiescianum in Firmamentum Sobiescianum sive Uranographia 1690

## Bezug zur Gegenwart

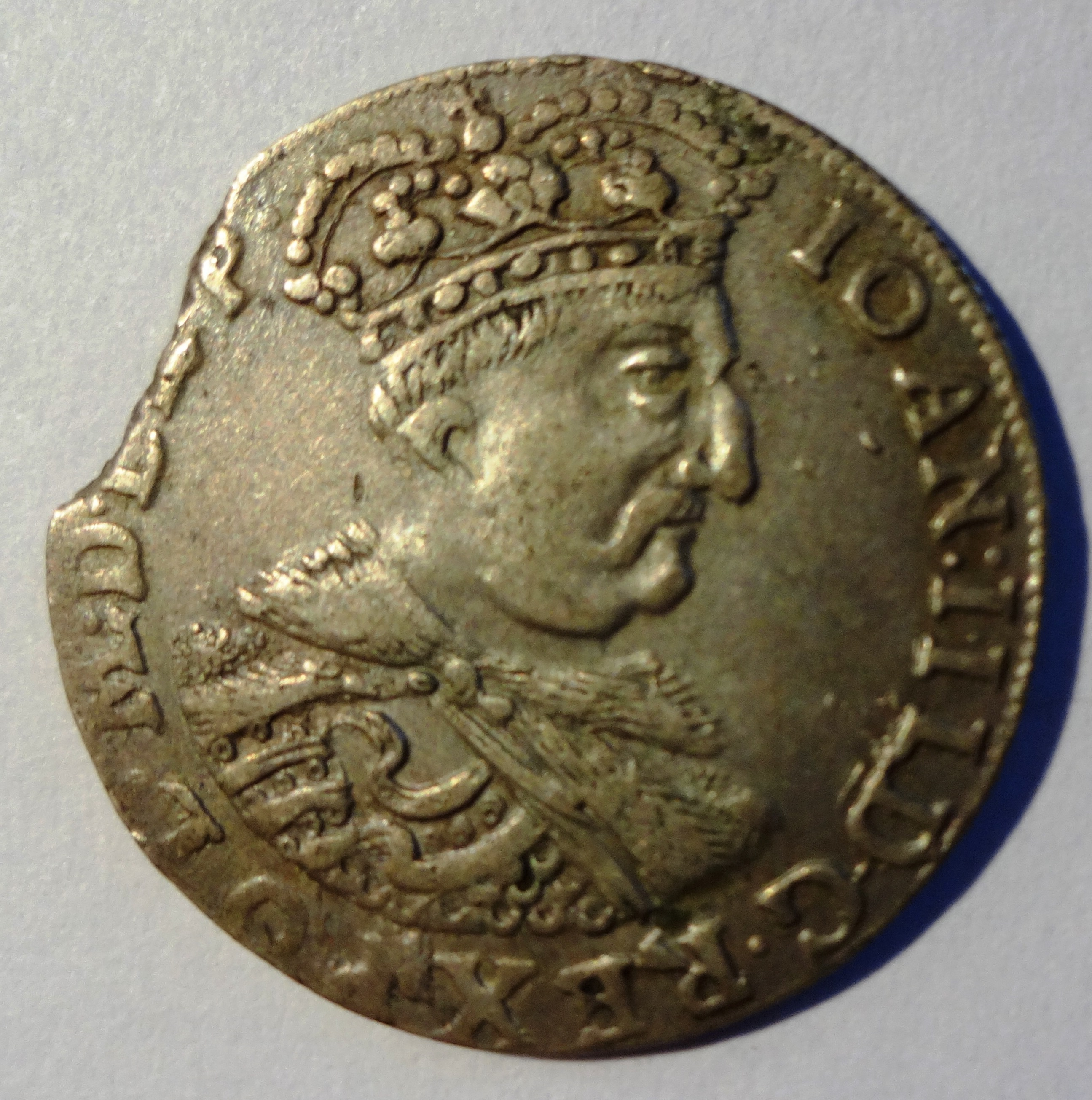
Johann Sobieski auf VI Gröschermünze, geprägt 1683

- Das Sternbild Schild hieß zu Ehren des Königs ursprünglich Scutum Sobiescii (Schild des Sobieski).
- Johann III. Sobieski ist bis heute einer der beliebtesten Herrscher Polens; zu seiner Legende trugen sowohl seine Leistungen als Feldherr und Mäzen, als auch sein glückliches Familienleben bei, dessen Zeugnis seine „Briefe an die Königin“ blieben. In Polen sind nach ihm zahlreiche Plätze und Straßen, wie in Warschau die Ulica Jana III Sobieskiego, mehrere Wohngebiete (Osiedle), Schulen und auch die 11. Lebuser Panzerdivision benannt. Von seiner Popularität versuchen auch einige Unternehmen zu zehren und mit dem Namen des Königs eigene Marken aufzuwerten, wie die Zigarettenmarke Jan III Sobieski oder Sobieski Wodka.
- Die amerikanische Schauspielerin Leelee Sobieski kommt aus einer Nebenlinie der Familie. Nachfahren des Königs in der direkten männlichen Linie sind ausgestorben.
- Im Jahr 1862 wurden in Wien-Alsergrund (9. Bezirk) die Sobieskigasse und der Sobieskiplatz nach ihm benannt.
- Das Porträt von Johann III. Sobieski ziert seit 2017 die Vorderseite der neu eingeführten 500-Złoty-Banknote.[2]
- Seit 1965 befindet sich in Danzig ein 1898 von Tadeusz Barącz (1849–1905) für Lemberg geschaffenes Reiterstandbild Sobieskis. Die nach 1945 aus der Sowjetunion vertriebenen Einwohner hatten es mitnehmen dürfen.[3]

## Schlachten
Schlachten, die durch die Polen unter der direkten Führung von Johann Sobieski geschlagen wurden:
- Podhajce (1667)
- Bracław (1671)
- Mohylów (1671)
- Kalnik (1671)
- Krasnobród (1672)
- Niemirów (1672)
- Komarno (1672)
- Kałusz (1672)
- Chotyn (1673)
- Bar (1674)
- Lemberg (1675)
- Trembowla (1675)
- Wojniłów (1675)
- Żurawno (1676)
- Wien (1683)
- Parkany (1683)
- Jazłowiec (1684)
- Żwaniec (1684)
- Jassy (1686)
- Suczawa (1691)

## Abstammung und Nachkommen

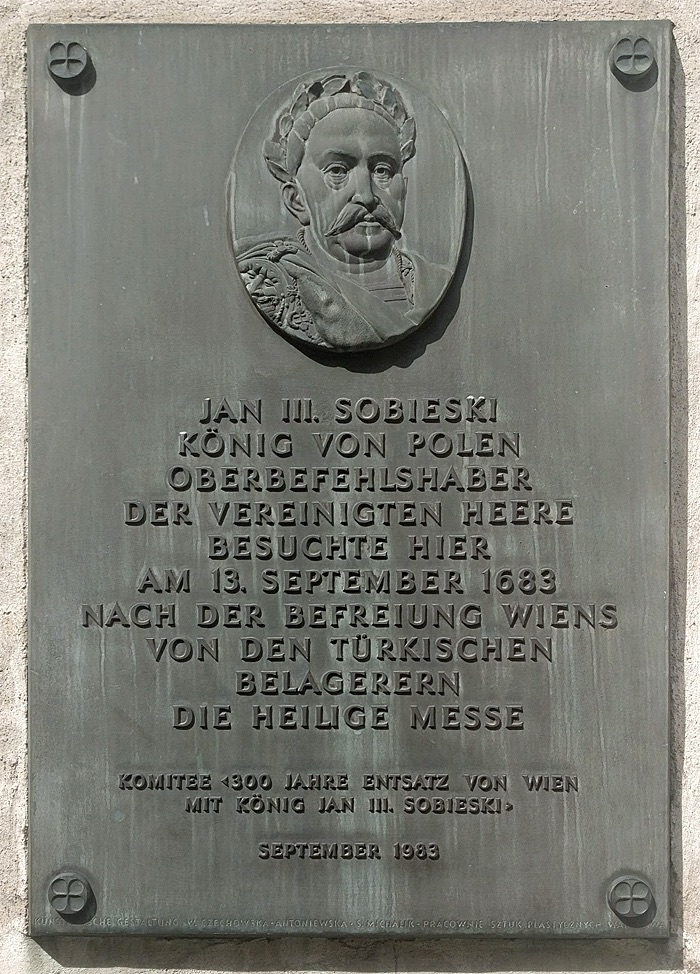
Gedenktafel an der Wiener Augustinerkirche

| Marek Sobieski * 1549/50 † 1605 | Marek Sobieski * 1549/50 † 1605 |                                       |                                       | Jadwiga Snopkowska * 1556/59 † 1588/89 | Jadwiga Snopkowska * 1556/59 † 1588/89 |  |  | Jan Daniłowicz * 1570 † 1628 | Jan Daniłowicz * 1570 † 1628 |                                        |                                        | Zofia Żółkiewska * ok. 1590 † 1634 | Zofia Żółkiewska * ok. 1590 † 1634 |
|                                 |                                 |                                       |                                       |                                        |                                        |  |  |                              |                              |                                        |                                        |                                    |                                    |
|                                 |                                 |                                       |                                       |                                        |                                        |  |  |                              |                              |                                        |                                        |                                    |                                    |
|                                 |                                 | Jakub Sobieski * 1580 † 12. Juni 1646 | Jakub Sobieski * 1580 † 12. Juni 1646 |                                        |                                        |  |  |                              |                              | Zofia Teofila Daniłowicz * 1607 † 1661 | Zofia Teofila Daniłowicz * 1607 † 1661 |                                    |                                    |
|                                 |                                 |                                       |                                       |                                        |                                        |  |  |                              |                              |                                        |                                        |                                    |                                    |
|                                 |                                 |                                       |                                       |                                        |                                        |  |  |                              |                              |                                        |                                        |                                    |                                    |
|                                 |                                 |                                       |                                       |                                        |                                        |  |  |                              |                              |                                        |                                        |                                    |                                    |

|                                                              |                                                              | Maria Kazimiera d’Arquien * 28. Juni 1641 † 17. Januar 1716 ⚭ 5. Juli 1665 | Maria Kazimiera d’Arquien * 28. Juni 1641 † 17. Januar 1716 ⚭ 5. Juli 1665 | Jan III Sobieski * 17. August 1629 † 17. Juni 1696                         | Jan III Sobieski * 17. August 1629 † 17. Juni 1696                         |                                                               |                                                               |                                              |                                              |
|                                                              |                                                              |                                                                            |                                                                            |                                                                            |                                                                            |                                                               |                                                               |                                              |                                              |
|                                                              |                                                              |                                                                            |                                                                            |                                                                            |                                                                            |                                                               |                                                               |                                              |                                              |
| Jakub Ludwik Sobieski * 2. November 1667 † 19. Dezember 1737 | Jakub Ludwik Sobieski * 2. November 1667 † 19. Dezember 1737 | Tochter Sobieska * 9. Mai 1669 † 9. Mai 1669                               | Tochter Sobieska * 9. Mai 1669 † 9. Mai 1669                               | Tochter Sobieska * 9. Mai 1669 † 9. Mai 1669                               | Tochter Sobieska * 9. Mai 1669 † 9. Mai 1669                               | Teresa Teofila Sobieska * Mai 1670 † Mai 1670                 | Teresa Teofila Sobieska * Mai 1670 † Mai 1670                 | Barbelune Sobieska * 15. Oktober 1672 † 1677 | Barbelune Sobieska * 15. Oktober 1672 † 1677 |
|                                                              |                                                              |                                                                            |                                                                            |                                                                            |                                                                            |                                                               |                                                               |                                              |                                              |
| Maria Teresa Sobieska * 1673 † 1675                          | Maria Teresa Sobieska * 1673 † 1675                          | Teresa Kunigunde Sobieska * 4. März 1676 † 10. März 1730                   | Teresa Kunigunde Sobieska * 4. März 1676 † 10. März 1730                   | Alexander Benedikt Sobieski * 6./9. September 1677 † 16./19. November 1714 | Alexander Benedikt Sobieski * 6./9. September 1677 † 16./19. November 1714 | Konstanty Władysław Sobieski * 1. Mai 1680 † 28. Februar 1726 | Konstanty Władysław Sobieski * 1. Mai 1680 † 28. Februar 1726 | Tochter Sobieska * 1694 † 1694               | Tochter Sobieska * 1694 † 1694               |

### Bibliografie
- Johann III. Sobieski im Bibliotheks- und Bibliographieportal / Herder-Institut (Marburg)